# 郑全济
鄭全濟（?—?），字號不詳。滎陽（今河南滎陽）人。
唐德宗貞元元年（785年）狀元，與羊士諤、姚系、麴信陵等同科，主考官禮部侍郎鮑防。事蹟失考。